# 不，我毫不後悔
《我無怨無悔》（法語：Non, je ne regrette rien；意為：不，我毫不後悔）是一首法國歌曲，由夏爾·杜蒙作曲，米歇爾·弗凱爾作詞。該曲寫於1956年，因愛迪·琵雅芙於1960年所錄製演唱而廣為人知，並在法國單曲暨點播評論排行榜（French Singles & Airplay Reviews Chart）榮登冠軍達七週。
琵雅芙將她這首錄製的單曲獻給法國外籍兵團。因在錄製之時，法國正經歷一場軍事衝突。在爆發阿爾及利亞戰爭期間（1954～1962），第一外籍傘兵團支持並援助當時在阿爾及爾的法軍為反對法國總統戴高樂以及阿爾及利亞的民兵領袖而於1961年所發起的臨時政變。而後政變失敗，軍團遭解散，軍團領袖被逮捕並審訊，而未授職權的軍官、下士、以及軍團人員則被分派到外籍兵團的其他編制中。當他們離開軍營時便選唱了這首歌曲，現今該歌曲已成為法國外籍兵團傳統的一部分，而且每當列隊行進時都會歌唱。

## 歌詞
本曲歌詞中所用的押韻詞與主旋律的音韻相呼應，這是遵循典型的法文格律。照這格律，在抑揚格及抑抑揚格的樂曲中，歌詞幾乎總會著重在最後一個音節。若要將歌詞直譯就無法維持歌詞與曲調在歌曲內的和諧性。若以英文為例，因英文歌詞通常著重在較前的音節（而不是最後一個），所以常套以揚抑格（Da-da-Da-da）及揚抑抑格（Da-da-da-Da-da-da）的格律。因這緣故，目前已錄製的各種英文版本皆各有其優缺點。
本歌內容主要述說主角憶起其戀人的過去、好壞，並談及自身的回憶、愛好、憂傷和歡樂。在歌曲末了，主角對過去的種種「毫不後悔」，並以期許重新迎向喜樂的人生作結。

## 其他錄製的版本
本歌曲已經由許多不同的人演唱並錄製，包括：
- 雪莉·貝西於1965年所演唱的《不後悔》（No Regrets）。該曲在英國單曲排行榜曾排名第39。
- 德國樂團憂鬱壞男孩（英语：Bad Boys BLue）於1989年在其《第五輯》的專輯中所錄製的一個英語版本，曲名也為《不後悔》（No Regrets）。
- 搖滾樂團HMHB（英语：Half Man Half Biscuit）於1991年所錄製的一個英語版本，曲名亦為《不後悔》（No Regrets）。
- 拉托亞·傑克森於1992年在紅磨坊表演時的原聲帶《大而可畏（英语：Formidable (La Toya Jackson album)）》（Formidable）中有翻唱該曲。
- 愛美蘿·哈里斯在由眾多藝人於1994年所出專輯《向愛迪·琵雅芙致敬》（Tribute to Edith Piaf）中獻唱了本曲的英語版本。
- 伊蓮·佩姬於1994年所出專輯《琵雅芙》（Piaf）中有演唱該曲，而該專輯與其於當中飾演主角的同名劇同時發行。
- 巴西歌手卡西亞·埃勒（葡萄牙語：Cássia_Eller）在其2001年的專輯《Acústico MTV》中有翻唱該曲。
- 希臘歌手維琪·黎安託在其2010年的專輯《永恆》（Zeitlos）中以德語演唱，曲名為《不，我沒什麽好後悔的》（Nein, ich bereue nichts）。
- 卡津人樂團史帝夫萊利與馬摩花花公子（英语：Steve Riley and the Mamou Playboys）在其2011年的專輯《格蘭德艾爾》（Grand Isle）中有翻唱該曲。
- 德國樂團雷姆斯汀將部分主要歌詞包含在其專輯《Liebe ist für alle da》裡的單曲“Frühling in Paris”中以作為其副歌的一部分。
- 法蘭西絲·麥朵曼在《馬達加斯加3：歐洲大圍捕》中的一幕演唱了該曲。
- 法國歌手米雷耶·馬蒂厄（法语：Mireille Mathieu）於1993年在法國電視秀《Stars 90》中演唱了該曲。
- 俄羅斯歌手蒂娜·加里波娃（俄语：Гарипова,_Дина_Фагимовна）於2012年12月在俄羅斯實境才藝秀《俄罗斯好声音（俄语：Голос (телешоу, Россия)）》的歌唱比賽中演唱了該曲[5]。

### 其他語言版本
- 《Ne oplakujem》，克羅埃西亞語版本，1962年由特瑞莎·凱索維亞演唱。
- 《Ne oplakujem》，克羅埃西亞語版本，1964年由安娜·史黛芙（Ana Štefok）演唱。
- 《Ne, ne žalim ni za čim》，塞爾維亞語版本，1964年由蘿拉·諾瓦科維奇（Lola Novaković）演唱。

## 流行文化
- 在英國，人們曾經一度將這首歌與前保守黨財政大臣諾曼·拉蒙特聯想在一起，因他曾引用此歌名來總結其政治生涯[6]。
- 這首歌曾被前荷蘭殖民地軍人約翰·科內利斯·普林森（英语：Poncke_Princen）選作為「個人的聖歌」[7]。
- 在1995年的法國影片《怒火青春》中，Cut Killer（法语：Cut Killer）從愛迪·琵雅芙於1960年所錄製的這首歌中擷取其精華而作成片中的配樂《Nique La police》[8]。
- 這首歌也出現在許多電影當中，包括：《百萬金臂》（1998）、德國導演桃麗絲·多利（德语：Doris_Dörrie）的德語片《情來自有方》（1994）、《我很乖因為我要出國》（1998）、義大利導演貝納多·貝托魯奇所執導的《戲夢巴黎》（2003）、柯恩兄弟所執導的《真情假愛》（2003）、義大利導演丁度·巴拉斯所執導的《姦情（義大利語：Monamour）》（2005）、由拉奎爾·比頓（英语：Raquel_Bitton）所主演的《琵雅芙：她的故事、她的歌》（Piaf: Her Story, Her Songs.，2006）、法國犯罪傳記片《頭號公敵》（2008） 、以及英國二戰動畫片《鴿戰總動員》（2005）。
- 本曲在克里斯多福·諾蘭於2010年的電影《全面啟動》中被應用为叫醒睡梦中角色的作用[9]。而其實，該片的主旋律是由本曲的慢速版衍生[10]。
- 在2012年的電影《馬達加斯加3：歐洲大圍捕》中，擔任反派的動物管制組組長杜娃唱了該曲頭一分鐘的部分以激勵其下屬。
- 關於琵雅芙一生的傳記電影《玫瑰人生》便是以琵雅芙在奧林匹亞音樂廳演唱本曲一幕來作結。